# King’s Lynn and West Norfolk
King’s Lynn and West Norfolk ist ein Verwaltungsbezirk mit dem Status eines Borough in der Grafschaft Norfolk in England. Verwaltungssitz ist King’s Lynn; weitere bedeutende Orte sind Clenchwarton, Dersingham, Downham Market, Heacham, Hockwold cum Wilton, Hunstanton, Marham, Methwold, Snettisham, South Wootton, Terrington St Clement und Watlington. Eine bedeutende Sehenswürdigkeit ist das Sandringham House.
Der Bezirk wurde am 1. April 1974 gebildet und entstand aus der Fusion der Urban Districts King’s Lynn, Hunstanton und Downham Market sowie der Rural Districts Docking, Downham, Freebridge und Marshland. Bis 1981 hieß der Bezirk West Norfolk und erhielt dann seinen heutigen Namen.
Koordinaten: 52° 45′ N, 0° 24′ O